# Кубок Бельгії з футболу 2020—2021
Кубок Бельгії з футболу 2020—2021 (нід. Beker van België) — 66-й розіграш кубкового футбольного турніру в Бельгії. Титул вп'яте здобув «Генк».

## Календар
| Раунд            | Дата               |
| ---------------- | ------------------ |
| Попередній раунд | 23 серпня 2020     |
| Перший раунд     | 29–30 серпня 2020  |
| Другий раунд     | 5–6 вересня 2020   |
| Третій раунд     | 11–15 вересня 2020 |
| Четвертий раунд  | 18–23 вересня 2020 |
| П'ятий раунд     | 10–11 жовтня 2020  |
| 1/16 фіналу      | 2–3 лютого 2021    |
| 1/8 фіналу       | 9–11 лютого 2021   |
| 1/4 фіналу       | 3–4 березня 2021   |
| 1/2 фіналу       | 13–14 березня 2021 |
| Фінал            | 25 квітня 2021     |

## Регламент
Згідно з регламентом у перших п'яти раундах беруть участь клуби нижчих дивізіонів чемпіонату Бельгії. Клуби провідного дивізіону стартують у шостому раунді з 1/16 фіналу.

## 1/16 фіналу
| Команда 1              | Рахунок | Команда 2            |
| ---------------------- | ------- | -------------------- |
| 2 лютого 2021          |         |                      |
| Антверпен              | 2:1     | РААЛ (Ла-Лув'єр) (4) |
| Уніон Сент-Жілуаз (2)  | 2:1     | Рояль Ексель Мускрон |
| Рупель Бом (3)         | 0:5     | Ейпен                |
| Ломмель (2)            | 1:3     | Кортрейк             |
| Тессендерло (3)        | 0:3     | Генк                 |
| Дессель Спорт (3)      | 0:5     | Беєрсхот             |
| 3 лютого 2021          |         |                      |
| Мехелен                | 2:0     | РВДМ 47 (2)          |
| Шарлеруа               | 1:0     | Вестерло (2)         |
| Гент                   | 5:0     | Гер-Тонгерен (4)     |
| Ауд-Геверле Левен      | 2:3     | Серкль (Брюгге)      |
| Серен (2)              | 1:4     | Стандард (Льєж)      |
| Брюгге                 | 6:1     | Олса Бракель (4)     |
| Локерен-Темсе (4)      | 0:2     | Сінт-Трейден         |
| Васланд-Беверен        | 2:3     | Остенде              |
| Олімпік (Шарлеруа) (3) | 1:0     | Зюлте-Варегем        |
| Льєж (3)               | 0:2     | Андерлехт            |

## 1/8 фіналу
| Команда 1             | Рахунок      | Команда 2              |
| --------------------- | ------------ | ---------------------- |
| 9 лютого 2021         |              |                        |
| Серкль (Брюгге)       | 3:1          | Остенде                |
| Кортрейк              | 1:1 пен. 5:6 | Стандард (Льєж)        |
| 10 лютого 2021        |              |                        |
| Ейпен                 | 5:1          | Олімпік (Шарлеруа) (3) |
| Генк                  | 1:0          | Сінт-Трейден           |
| Брюгге                | 3:1          | Антверпен              |
| 11 лютого 2021        |              |                        |
| Уніон Сент-Жілуаз (2) | 0:5          | Андерлехт              |
| Беєрсхот              | 0:1          | Мехелен                |
| Гент                  | 3:1          | Шарлеруа               |

## 1/4 фіналу
| Команда 1       | Рахунок | Команда 2       |
| --------------- | ------- | --------------- |
| 3 березня 2021  |         |                 |
| Андерлехт       | 1:0     | Серкль (Брюгге) |
| Ейпен           | 1:0     | Гент            |
| 4 березня 2021  |         |                 |
| Генк            | 4:1     | Мехелен         |
| Стандард (Льєж) | 1:0     | Брюгге          |

## 1/2 фіналу
| Команда 1       | Рахунок | Команда 2       |
| --------------- | ------- | --------------- |
| 13 березня 2021 |         |                 |
| Ейпен           | 0:1     | Стандард (Льєж) |
| 14 березня 2021 |         |                 |
| Андерлехт       | 1:2     | Генк            |

## Фінал
| 25 квітня 2021 21:45 (UTC+2) |

| Стандард (Льєж) | 1–2      | Генк                 |
| --------------- | -------- | -------------------- |
| Мулека 83'      | Протокол | Іто 48' Бонгонда 80' |

| Стадіон імені короля Бодуена, Брюссель Глядачів: 0 Арбітр: Брам ван Дріссхе |